# Bwin
 (août 2012).
Si vous disposez d'ouvrages ou d'articles de référence ou si vous connaissez des sites web de qualité traitant du thème abordé ici, merci de compléter l'article en donnant les références utiles à sa vérifiabilité et en les liant à la section « Notes et références ».
Bwin.Party Digital Entertainment, jusqu'en 2006 Betandwin, est une compagnie de jeux en ligne résultant de la fusion en mars 2011 du groupe PartyGaming et Bwin Interactive Entertainment.
Listée dans l'indice FTSE 250, la plus grande société de jeux en ligne cotée en Bourse est plus connue pour sa salle de poker en ligne PartyPoker et les paris sportifs de la marque bwin. La compagnie est basée à Gibraltar et cotée à la bourse de Londres. Avant l’adoption de la loi sur l’Internet Gambling par le congrès Américain, PartyPoker était la plus grande marque de poker en ligne (d’après les revenus des parties et d'après le nombre joueurs). Sa part de marché a diminué depuis, mais elle reste la salle de poker en ligne la deuxième plus grande au monde.
Les jeux d'argent bénéficient d'une réglementation spécifique dans certains pays. Bwin détient des licences nationales et internationales obtenues dans différents pays : Gibraltar, Allemagne, Autriche, Mexique, Italie, France, etc. Elle a cependant été exclue du Portugal. Dans les autres pays, les jeux d'argent en ligne sont interdits, à cause de lois garantissant des monopoles nationaux. Bwin propose des paris sportifs, du casino des jeux et du poker en ligne. Ses bureaux principaux sont situés à Vienne en Autriche, à Stockholm en Suède, Gibraltar et depuis peu à Paris en France.

## Histoire

### Bwin
Bwin, d’abord connu sous l’appellation Betandwin, voit le jour en 1997 avec 12 employés. La compagnie lance sa première salle de poker en ligne un an après sa création, se focalisant sur l’expansion de son marché sur les paris sportifs de prime abord. L’un des développements des plus importants de son histoire est le lancement de son produit de paris en live, permettant aux joueurs de parier sur des évènements sportifs en temps réel, depuis chez eux.
Le premier appel d’offres public de la compagnie à la bourse autrichienne survient en mars 2000.
En juin 2001, Betandwin reprend Simon Bold (Gibraltar), qui est maintenant connu sous l’appellation Bwin International. En décembre 2001, Betandwin est prêt à passer au marché des jeux de casino en ligne et le fait en lançant sa première plateforme de casino. Deux ans plus tard, en juillet 2003, bwin lance une plateforme de soft games appelée Balls of Fire.
En novembre 2004, Betandwin lance le poker multijoueurs. En juin 2005, le groupe reprend betoto.com pour élargir sa présence sur le marché Grec. En décembre de la même année, le groupe acquiert Ongame e-Solutions AB. Cette acquisition majeure est une avancée consistante dans l’extension de la compagnie sur le secteur du poker. Toujours en 2005, Betandwin acquiert les droits du championnat de football Allemand.
En mars 2006, Bwin rachète la société Ongame Network. Ongame Network est la société éditrice du logiciel de poker Ongame utilisé par des sites tels que Bwin, Betsson ou Interwetten. Ongame Network était également la société fondatrice du site Pokerroom.com, un site de poker en ligne créé en 1999. En août 2006, Betandwin lance la marque bwin. Cela a été décidé puisque Betandwin ne correspondait plus aux divertissements proposés, tels que les paris sportifs, le poker, les soft games, et les jeux de casino.
Le 15 septembre 2006, Norbert Teufelberger et Manfred Bodner sont arrêtés durant une conférence de presse à La Turbie, France, en raison de l'infraction aux lois françaises sur les jeux d'argent. Après interrogatoire, ils sont relâchés le 18 septembre 2006. Depuis octobre 2006, Bwin ne prend plus de paris depuis les États-Unis, en raison de la signature du Safe Port Act.
En 2007, Bwin commence à proposer des Live Streaming d’évènements de sport majeurs. Le 6 mars 2007, la Cour de justice européenne démantèle la réglementation italienne dans l'affaire Placanica.
Durant la saison 2006-2007, à la suite de l'affaire Bwin, la Ligue de football professionnel a interdit aux clubs de Ligue 1 et de Ligue 2 d'être sponsorisés par des sites de paris sportifs en ligne (principalement sponsor maillot et panneaux publicitaires). Une douzaine de clubs est concernée : Auxerre, Bordeaux, Le Mans, Lens, Lorient, Monaco, Nantes, Nice, Saint-Etienne, Toulouse, Montpellier et Metz.
Le 14 avril 2009, Bwin annonce la fermeture de Pokerroom.com et incite les membres de Pokerroom à transférer leur compte vers Bwin'poker. En septembre 2009, Bwin annonce l’acquisition de Gioco Digitale, opérateur de poker, marquant l’entrée de la compagnie dans le marché des jeux en ligne italiens.
Le 9 juin 2010, bwin.fr est lancé en France après avoir obtenu l'agrément de l'ARJEL. Il permet aux résidents français de jouer au poker et aux paris sportifs. Bwin est devenu un des leaders des paris sportifs en France, depuis l'ouverture du marché en 2010, avec une part de marché de 20 % derrière Betclic (36 %) et le PMU (25 %) en 2013.

### PartyGaming
PartyGaming est fondée en 1997 comme une plateforme de sites de jeux exploités par Ruth Parasol dans les Caraïbes. Le réseau opère sous le nom de iGlobalMedia, pour ensuite changer son nom pour PartyGaming. Ses principaux actionnaires sont Parasol, Anurag Dikshit, le Directeur Marketing Vikrant Bhargava (qui a rejoint la société en 1998 et 1999, respectivement), et Russ DeLeon (mari de Parasol, avocat d’Harvard et entrepreneur).
Site phare de PartyGaming, PartyPoker.com est lancé en 2001  et a depuis grandi pour devenir l’une des plus grandes salles de poker en ligne. Le domaine partypoker.com attire au moins 3,6 million de visiteurs par an depuis 2008, selon une étude de Compete.com. Le site propose de multiples variantes comme le Texas hold'em, l’Omaha, et le Stud Poker.
Dans ses premiers jours, PartyGaming a conclu quelques partenariats marketing avec des sociétés autorisées telles qu'Empire Online, qui devint Empire Poker, pour obtenir un fond commun de joueurs. Les joueurs peuvent avoir accès à la plateforme PartyGaming à la fois via PartyPoker.com, ou via les « skin » partenaires de PartyGaming. À la mi-2005, PartyGaming fait de nombreux changements pour notamment cloisonner ses joueurs par rapport à ses « skin » partenaires. La société commence à envisager les fusions, rachats, et d’autres options. En octobre de cette même année, PartyGaming lance une version améliorée de PartyPoker.com séparant ses joueurs des autres « skin », laissant ceux-là sur l’ancien système. En novembre 2005, les discussions de partenariat avec Empire Online prennent fin, et en décembre, Empire Online lance des procédures légales à l’encontre de PartyGaming. En février 2006, les deux compagnies annoncent un accord de 250 million de dollars ; PartyGaming accepte d’intégrer le « skin » d’Empire, et ce dernier abandonne ses poursuites. En décembre 2006, PartyGaming annonce l’acquisition du reste d’Empire Online.
Le 29 septembre 2006, le Congrès américain adopte la Loi « Unlawful Internet Gambling Enforcement ». George W. Bush signe l’acte de loi le 13 octobre, et PartyGaming suspend son offre de jeu en argent réel pour les joueurs Américains, comme elle l'avait annoncé le 2 octobre. Les joueurs en argent virtuel ainsi que les utilisateurs d’un autre pays ne sont pas concernés. À la suite de son annonce, PartyGaming perd 60 % en Bourse en l’espace de 24 heures. La société est transférée de l’indice FTSE 100 au FTSE 250 le 11 octobre.
En avril 2009, la compagnie s’est accordée avec le gouvernement  à payer 105 millions de dollars de pénalité au cours des 4 prochaines années en échange de la promesse de ne pas être poursuivi. Dans le cadre de cet accord, Party signa un « exposé des faits » dans lequel il admit pour la première fois que, avant octobre 2006, la société avait ciblé les résidents US, à l’égard de certaines lois américaines. En novembre 2009, PartyGaming annonce son acquisition du World Poker Tour.
En juin 2010, PartyGaming obtient sa licence sur le marché français fraichement régulé. Cette licence est accordée aux sociétés de paris en ligne du site partybets.fr et gamebookers.fr. Dans le même temps, PartyGaming obtient une licence française pour le poker en ligne pour partypoker.fr, acfpoker.fr et luckyjeux.fr.

### Fusion
En juillet 2010, la fusion entre Bwin Interactive Entertainment et PartyGaming, entreprise de paris britannique, est annoncée. La nouvelle société sera cotée au London Stock Exchange et détenue à 48,4 % par les actionnaires de PartyGaming et a 51,6 % par ceux de Bwin. Le 31 mars 2011, la fusion entre Bwin Interactive Entertainment et Partygaming est officielle et effective. Le groupe s'appelle désormais bwin.party digital entertainment,,.
Le 29 juillet 2011, Sajoo.fr (le groupe Amaury) et Bwin.fr (bwin.party Groupe) annoncent la fusion de leurs entreprises de jeux en ligne en France (poker et paris sportifs).
En juillet 2015, 888 Holdings fait une offre d'acquisition Bwin pour 1,4 milliard de dollars, face à une offre similaire de GVC Holdings, ce dernier relève son offre à 1,55 milliard de dollars. En septembre 2015, Bwin accepte une offre de 1,7 milliard de dollars de la part de GVC Holdings.

## Produits et entreprises

### Paris sportifs
Les paris sportifs sont les affaires principales de bwin.party. Aujourd’hui, les paris sportifs incluent plus de 90 sports différents ; le domaine préféré des joueurs reste le football. En vue d’améliorer sa présence en matière de paris sportifs sur le marché du football Américain, bwin a lancé bwinbetting.com en 2011. Les autres sports incluent principalement les sports de balles, les sports US aussi bien que les sports d'hiver, et les sports automobiles de la Formule 1 au MotoGP. Les sports « exotiques » comme le Roller Hockey, le futsal et les fléchettes sont aussi incluses dans les paris quotidiens. Il n’y a pas seulement le sport qui est proposé pour parier. Les utilisateurs peuvent pronostiquer sur un éventail d’évènements en dehors du sport. Cela inclut les paris en politique, mais aussi le divertissement comme les Oscars, les show-TV, l’Eurovision, et les « Miss ».

### Poker
Les variantes suivantes sont disponibles sur bwin : Texas hold'em, Omaha, Omaha Hi/Lo, Seven Card Stud, Seven Card Stud Hi/Lo et Five-card draw, etc. En termes de limite, les utilisateurs peuvent choisir entre Limite Fixe, Limite du Pot, Sans Limite. Une version “play money” (jouer gratuitement) et aussi disponibles pour les joueurs voulant se tester. Bwin offre des tournois de poker, des Sit&Go, et du cash game. Les Sit&Go commencent dès que la table est pleine. Les tournois programmés débutent à un moment donné quel que soit le nombre de participants. En Cash Game, le joueur peut rejoindre une table et la quitter quand il veut. Le logiciel Bwin Poker peut être utilisé sur Mac, PC ou sans téléchargement, mais aussi sur téléphone avec son application Android et iPhone. En janvier 2011, bwin lança une appli poker permettant de jouer en argent réel sur iPhone. Une même appli sortit en juillet de la même année pour Android. Les clients peuvent désormais jouer en cash game sur leurs mobiles. Les deux applis sont restreintes aux états qui le permettent selon la loi.

### Jeux de casino
Bwin propose à ses utilisateurs plus de 80 jeux, allant des classiques comme la roulette ou le blackjack, jusqu’aux machine à sous. Le casino est une attraction de longue date sur Bwin : en 2001, il fut introduit en tant que second produit en plus des Paris Sportifs.

### Soft games
Bwin offre plus de 60 jeux divisés en catégories : Fortune Games, Skill Games, Mini Games et “ParaDice”, et aussi le Backgammon. Il s’agit du produit avec le plus grand potentiel d’innovation et d’expansion du marché.

## Statut légal
Le contexte légal des jeux en ligne sur internet est un mixage compliqué de lois et de régulations ; la situation de Bwin varie en fonction de chaque pays concerné. Récemment, l’Italie a étendu ses licences online incluant les tournois de poker, et les pays comme le Danemark et l’Espagne ont annoncé leur intention de permettre aux opérateurs privés d’avoir accès à leur marché sous conditions et contrôles stricts. Les autres pays sont encore à la recherche d'une politique de maintien d'un monopole d'État de jeux sur Internet, ou même une interdiction totale.

## Partenariat
Par le passé, Bwin a été partenaire du Real Madrid, ainsi que le partenaire officiel du Bayern Munich, du RSC Anderlecht et de l'Olympique de Marseille d'autres clubs tels que le Milan AC, la Juventus, le Werder Brême, l'AS Monaco ou l'AS Saint Étienne.
En octobre 2010, Bwin annonce son partenariat pour trois saisons à venir pendant lesquelles il sponsorise le titre de la Coupe de la Ligue portugaise de football en la rebaptisant « Bwin Cup ». Bwin a aussi été associé à la première ligue portugaise de football (bwinLIGA). La deuxième division italienne (Série B) a déjà été renommée « Serie Bwin » après la signature d’un partenariat de deux ans en juillet 2010.
En plus de cela, Bwin coopère avec l’Association internationale du basket (FIBA) et est le sponsor des championnats d’Europe et du Monde de basket depuis 2006. Le deuxième partenariat avec le basket est l’Euroleague. Les droits marketing et média de Bwin pour l’Euroligue vont jusqu’en juin 2014. Dans le sport moto, la compagnie est l’un des principaux sponsors des MotoGP series. En 2012, est le sponsor-titre des courses de Jerez et Brno, et est le partenaire officiel de Misano, Mugello et Silverstone.
En plus, Bwin organise de nombreux tournois de poker online comme en Live. L’un des plus gros tournois online est le ChampionChip. Des tournois de poker spéciaux comme le Weekly Country Showdown ou les tournois quotidiens qui offre un large choix selon les différents pays, et à prix d’entrée différents. De temps en temps, Bwin lance de nouveaux types ou des variantes de Sit&Go. Via différents système de qualification, Bwin qualifie ses joueurs pour des tournois Live comme les World Series of Poker (WSOP), les Aussie Millions et les tournois du World Poker Tour, avec les résultats reportés sur le blog de bwin poker. Pour les nouveaux joueurs, bwin propose un tournoi particulier, le Rookie Challenge. Un nouveau joueur de poker peu passer différentes étapes gratuites pour obtenir des tickets en argent réel.